# スタジオ地図
スタジオ地図（スタジオちず、英: Studio Chizu）は、日本のアニメ制作会社。正式社名は株式会社地図（ちず、英: CHIZU, Inc.）。

## 概要
2011年、『時をかける少女』、『サマーウォーズ』のプロデュースを手がけた元マッドハウスの齋藤優一郎が、その監督である細田守とともに設立。
最初の設立目的は、細田の新作映画『おおかみこどもの雨と雪』を制作する基盤となるスタジオを作ることだった。「映画は一本一本が勝負の世界であり、毎回これが最後の作品と思って作っている。それまで以上に主体性と責任を持って誠実に映画と観客に向き合っていくためにも、たとえ小さくても誰かの軒先を借りるのではなく、自分たちの映画を作る場所が必要だと、細田監督とそう考えた」と齋藤は語っている。そのため、他のスタジオのように大所帯にするつもりもなかったという。細田も「とっても小さなスタジオ。一番いい形で作品づくりができる、最適な場所を求めた結果です」と述べている。
スタジオの名付け親は細田。『地図』という名前には、「映画にはまだ描かれていない白地図が無限に広がっている。チャレンジをしながら映画を作って新しい大陸を見つけ、そこに線を引いて一つ一つ新しい地図を描いて行きたい」という思いを込めている。その未来に向かうチャレンジ精神を表すため、ロゴマークは『時をかける少女』の主人公・紺野真琴のシルエットが使われている。
2012年、スタジオ地図のオリジナル映画第1弾として『おおかみこどもの雨と雪』が公開され、興行収入42.2億円のヒットとなる。
2014年末、自社の映画作品から派生する事業をプロデュースするため、日本テレビ放送網との共同出資でスタジオ地図有限責任事業組合（LLP）を設立。後にそこにKADOKAWAが加わったが、出資者は限定されている。キャラクターグッズの販売などの作品の知的財産（IP）の管理活用はこちらで行っている。
2015年6月25日、日テレショップ内に「スタジオ地図SHOP」がサイトオープンされ、細田作品のオリジナルグッズの通信販売を開始。
2022年、子会社として株式会社CHIZU Music Supervisionを設立。

## 作品

### 劇場アニメ
| 公開年 | 公開日   | タイトル               | 監督   | 脚本              | 原作       |
| ------ | -------- | ---------------------- | ------ | ----------------- | ---------- |
| 2012年 | 7月21日  | おおかみこどもの雨と雪 | 細田守 | 細田守 奥寺佐渡子 | オリジナル |
| 2015年 | 7月11日  | バケモノの子           | 細田守 | 細田守            | オリジナル |
| 2018年 | 7月20日  | 未来のミライ           | 細田守 | 細田守            | オリジナル |
| 2021年 | 7月16日  | 竜とそばかすの姫       | 細田守 | 細田守            | オリジナル |
| 2025年 | 11月21日 | 果てしなきスカーレット | 細田守 | 細田守            | オリジナル |

## 関連人物

### アニメーター・演出家
- 細田守（取締役、演出家・アニメーター）
- 青山浩行（アニメーター）
- 山下高明（アニメーター）
- 濱洲英喜（アニメーター）
- 尾崎和孝（アニメーター）
- 濱田高行（アニメーター）

### 制作
- 齋藤優一郎（代表取締役、マッドハウス出身）
- 齋藤佑佳（代表取締役）

## 参考資料
- 『細田守とスタジオ地図の仕事』(日経BP社、2015年7月、スタジオ地図 (監修), 日経エンタテインメント! (編集)) ISBN 978-4822278410